# Hr.Ms. Kortenaer (1982)
De Hr.Ms. Kortenaer (F807) was een Nederlands fregat van de naar dit schip vernoemde Kortenaerklasse. Het schip was het achtste schip bij de Nederlandse marine dat was vernoemd naar de 17e-eeuwse admiraal Egbert Bartolomeusz Kortenaer. Na de uitdienstname werd de Kortenaer net als bijna alle schepen van de Kortenaerklasse verkocht aan Griekenland.

## In Griekse dienst
Bij de Griekse marine werd het schip op 24 oktober 2003 in dienst genomen en vaart het als de Kountouriotis (F462) en is het het derde fregat van de Kortenaerklasse. Het schip is vernoemd naar de Griekse admiraal Pavlos Koundouriotis, die de Griekse vloot leidde tijdens de Balkanoorlog. Hij versloeg bij de zeeslagen van Elli en Limnos de Turkse vloot. Het schip is het tweede schip dat bij de Griekse marine vaart onder de naam Kountouriotis.

## Schepen met dezelfde naam
- Hr.Ms. Kortenaer